# サーフィン・U.S.A.
サーフィン・U.S.A.（Surfin' USA）は、1963年にリリースされたザ・ビーチ・ボーイズのアルバム。キャピトル・レコード、ニック・ヴェネット・プロデュースによるグループの二作目。
本作より『ビーチ・ボーイズ・コンサート』まで、ビーチ・ボーイズのアルバムはトゥルー・ステレオとモノの2種類のミックスで制作されている。
チャック・ベリーの「スウィート・リトル・シックスティーン」を改作したタイトル・トラックの「サーフィン・U.S.A.」はビーチ・ボーイズのキャリアにおける最初のブレークとなり、同時にブライアン・ウィルソンの優れた作曲能力を広く知らしめることとなった。公式にはニック・ヴェネットがプロデューサーとしてクレジットされたが、実質的にアルバムはブライアンによって作り出された。

なお、この件は、映画「ドリームガールズ」でも題材として象徴的に取り上げられている。
本作の特色としては12トラックの内5曲がサーフ・インストゥルメンタルであることが挙げられる。「ストウクト」はこの後ブライアンが数多く創り上げることとなるインスト曲の最初の一曲であった。「サーフ・ジャム」は当時まだ16歳であったカールの最初の曲であった。
「サーフィン・U.S.A.」はアメリカにおけるビーチ・ボーイズの最初の大ヒット曲となった。同曲はアルバムをトップ10入り、ゴールド・アルバムを獲得させ、チャートでの最高位は2位であった。1965年のイギリスにおける再発では17位に到達した。

## 曲目
1. サーフィン・U.S.A. - Surfin' USA (Brian Wilson/ Chuck Berry) 
演奏時間：2'27"、リード・ヴォーカル：マイク・ラブ
2. ファーマーズ・ドーター - Farmer's Daughter (Brian Wilson/ Mike Love) 
演奏時間：1'49"、リード・ヴォーカル：ブライアン・ウィルソン
3. ミザルー - Misirlou (Roubanis/Wise/Leeds/Russell) ※インストゥルメンタル
演奏時間：2'03"
4. ストウクト - Stoked (Brian Wilson) ※インストゥルメンタル
演奏時間：1'59"
5. ロンリー・シー - Lonely Sea (Brian Wilson/ Gary Usher) 
演奏時間：2'21"、リード・ヴォーカル：ブライアン・ウィルソン
6. シャット・ダウン - Shut Down (Brian Wilson/ Roger Christian) 
演奏時間：1'49"、リード・ヴォーカル：マイク・ラブ
7. ノーブル・サーファー - Noble Surfer (Brian Wilson/Mike Love) 
演奏時間：1'51"、リード・ヴォーカル：マイク・ラブ
8. ホンキー・トンク - Honky Tonk (Doggett/Scott/Butler/Sheper/Glover) ※インストゥルメンタル
演奏時間：2'01"、
9. ラナ - Lana (Brian Wilson) 
演奏時間：1'39"、リード・ヴォーカル：ブライアン・ウィルソン
10. サーフ・ジャム - Surf Jam (Carl Wilson) ※インストゥルメンタル
演奏時間：2'10"
11. レッツ・ゴー・トリッピン - Let's Go Trippin'  (Dick Dale) ※インストゥルメンタル
演奏時間：1'57"
12. ファインダーズ・キーパーズ - Finders Keepers (Brian Wilson/Mike Love) 
演奏時間：1'38"、リード・ヴォーカル：マイク・ラブ

ボーナス・トラック
1. ザ・ベイカー・マン - The Baker Man